# 정지주
정지주는 대한민국의 1974년은 KBS의 보도본부 기자이다.

## 학력
- 93학번 서강대학교 국어국문학과 졸업

## 경력
- 2001년 KBS 보도본부 기자

## 출연
- KBS 2TV KBS 아침뉴스타임 뉴스 따라잡기
- KBS 1TV KBS 뉴스 12 뉴스 속으로
- KBS 2TV KBS 아침뉴스타임 친절한 뉴스
- KBS 1TV KBS 뉴스 12 친절한 뉴스